# هاري و. جينكينز
هاري و. جينكينز (بالإنجليزية: Harry W. Jenkins)‏ لواء سابق في قوات مشاة بحرية الولايات المتحدة.
في عام 1989 تم تعيينه في قاعدة ليتل كريك البرمائية البحرية. بعد خدمته في حرب الخليج الثانية عين جينكينز مساعد رئيس أركان القيادة والسيطرة والاتصالات والحواسيب في سلاح البحرية في عام 1991.